# José Rico Pavés
José Rico Pavés (Granada, 9 de octubre de 1966) es un eclesiástico católico español. Es el obispo de Asidonia-Jerez.

## Biografía

### Sacerdocio
Ordenado sacerdote en Toledo el 11 de octubre de 1992.
Fue sacerdote adscrito en la parroquia de Santo Tomé, de la ciudad de Toledo, desde 2001 hasta 2012. 
Fue profesor ordinario del Instituto de Teología Espiritual de Barcelona desde 1996 hasta 2012 y de Teología Dogmática en el Instituto Teológico San Ildefonso en Toledo desde 1998 a 2012, donde además fue director desde el año 2008 hasta 2012. 
En Toledo fue profesor del Instituto de Ciencias Religiosas Santa María de Toledo (en las sedes de Toledo y Talavera de la Reina), desde 2004 hasta 2012. 
De 1996 a 1998 ejerció como profesor adjunto de la Universidad Pontificia Gregoriana de Roma. 
Ha sido profesor invitado en la Facultad de Teología de la Universidad Eclesiástica San Dámaso, desde 1999 hasta 2013, y en el Instituto León XIII de Doctrina Social de la Iglesia, desde 2005 a 2010. 
Pertenece al Comité Científico de la Colección Fuentes Patrísticas, de la Editorial Ciudad Nueva.

## Episcopado

### Obispo Auxiliar de Getafe
El 6 de julio de 2012, el papa Benedicto XVI le nombró obispo titular de Mentesa y auxiliar de Getafe. Consagrado obispo el 21 de septiembre de 2012 en el santuario del Sagrado Corazón de Jesús, en Cerro de los Ángeles (Getafe). Es el último obispo nombrado para España por Benedicto XVI. 
En la Conferencia Episcopal Española ha sido miembro de la Comisión Episcopal para la Doctrina de la Fe, desde su nombramiento en 2012 hasta el 2014. Desde ese año es miembro de la Subcomisión Episcopal de Catequesis y a partir de 2017, miembro de la comisión episcopal de Enseñanza y Catequesis.

### Obispo de Asidonia-Jerez
El 9 de junio de 2021, se anunció el nombramiento como obispo de la diócesis de Asidonia-Jerez.
En abril de 2022 fue elegido presidente de la Comisión Episcopal para la Evangelización, Catequesis y Catecumenado.
El 24 de enero de 2023 recibió el título de Académico de Honor en la Real Academia San Dionisio de Ciencias, Artes y Letras de Jerez de la Frontera, pronunciando una conferencia con el título Dionisio el Areopagita y el renacer de Europa.
Desde julio de 2024 es consiliario nacional de la asociación “Adoración Nocturna Española” (ANE).

## Obras
- Escatologia Cristiana: Para comprender que hay tras la muerte. Introducción teológica, 2002, UCAM-AEDOS, Madrid. ISBN 978-84-953-8318-1.
- Terrorismo y nacionalismo: comentario a la instrucción pastoral de la Conferencia Episcopal Española "Valoración moral del terrorismo en España, de sus causas y de sus consecuencias", 2005, Biblioteca de Autores Cristianos, Madrid. ISBN 978-84-791-4768-6.
- Los sacramentos de la iniciación cristiana: introducción teológica a los sacramentos del Bautismo, Confirmación y Eucaristía, 2006, I.T. San Ildefonso, Madrid. ISBN 978-84-934-2539-5.
- Cristología y soteriología. Introducción teológica al misterio de Jesucristo, 2016, Biblioteca de Autores Cristianos, Madrid.  ISBN 978-84-220-1827-8.